# بلات أ. برستون
بلات أ. برستون هو سياسي أمريكي، ولد في 1 نوفمبر 1837 في Saratoga, New York ‏ في الولايات المتحدة، وتوفي في 12 مارس 1900 في غالفستون في الولايات المتحدة. نشط حزبياً في الحزب الجمهوري. وقد انتخب عضو مجلس ولاية واشنطن ‏.